# یک پایان سال رنگارنگ
یک پایان سال رنگارنگ (انگلیسی: A Year-End Medley; کره‌ای: 해피 뉴 이어; هانجا: 新年快乐; لاتین‌نویسی اصلاح‌شده: Haepi Nyu Ieo) فیلم کره جنوبی سال ۲۰۲۱ در ژانر کمدی رمانتیک به کارگردانی کواک جه-یونگ و بازی هان جی مین، لی دونگ ووک، کانگ ها-نول و ایم یون آه است. این فیلم داستان مشتریانی را به تصویر می‌کشد که با داستان‌های خاص خود از هتل «Emross» بازدید می‌کنند و رابطه‌های با سبک خودشان را می‌سازند. این فیلم به‌طور همزمان در سینماها و از طریق رسانهٔ استریم تیوینگ در ۲۹ دسامبر منتشر شد.

در ۲۱ ژانویهٔ ۲۰۲۲، اعلام شد که به دلیل محبوبیت این فیلم، آن را به عنوان یک نسخه توسعه یافته جدید شش قسمتی اکران خواهند کرد که هر قسمت، ۳۰ دقیقه خواهد بود. هر شش قسمت در تاریخ ۲۶ ژانویهٔ ۲۰۲۲ از تلویزیون پخش خواهند شد.

## بازیگران
- هان جی مین در نقش سو جین، مدیر هتل[۸]
- لی دونگ ووک در نقش یونگ جین، مدیر عامل هتل
- کانگ ها-نول در نقش جه یونگ، یک مهمان
- ایم یون آه در نقش سو یون، یک هتلدار
- وون جین آه در نقش لی یونگ،

بازیگر موزیکال که در هتل به عنوان یک نظافتچی اتاق کار می‌کند
- کیم یونگ کوانگ در نقش سونگ هیو، یک تهیه‌کننده رادیو[۹]
- کو سونگ-هی در نقش یونگ جو، یک پیانیست جاز
- سو کانگ جون در نقش لی کانگ

خواننده-ترانه‌سرا و دی‌جی رادیو
- لی کوانگ-سو در نقش سانگ هون
- لی جین-ووک در نقش جین هو
- لی کیو-هیونگ در نقش یک مورخ
- جو جون یونگ در نقش پارک سه جیک
- وون جی آن در نقش لیم آه یونگ، یک اسکیت‌باز نمایشی
- لی هه یونگ در نقش کاترین[۱۰]
- جونگ جین یونگ در نقش سانگ گیو
- بک اون هه[۱۱]
- لی جونگ اوک[۱۲]
- کیم سو گیوم در نقش لی چول مین[۱۳]

## تولید

### بازیگران
در ۲۲ آوریل ۲۰۲۱، توسط سی‌جی ئی‌ان‌ام و تیوینگ اعلام شد که فیلم سال نو مبارک به کارگردانی کواک جه-یونگ ساخته خواهد شد و گروه بازیگران هان جی-مین، لی دونگ-ووک، کانگ ها-نول، ایم یون-آه، وون جین-آه، سو کانگ-جون، لی کوانگ-سو، کیم یونگ-کوانگ، کو سونگ-هی، لی جین-ووک، لی کیو-هیونگ، جو جون-یونگ، وون جی-آن، لی هه-یونگ و جونگ جین یونگ را تأیید کرد.

### فیلم‌برداری
فیلم‌برداری اصلی در ۱۹ آوریل ۲۰۲۱ آغاز شد.